# Logan (Utah)
Pour les articles homonymes, voir Logan.

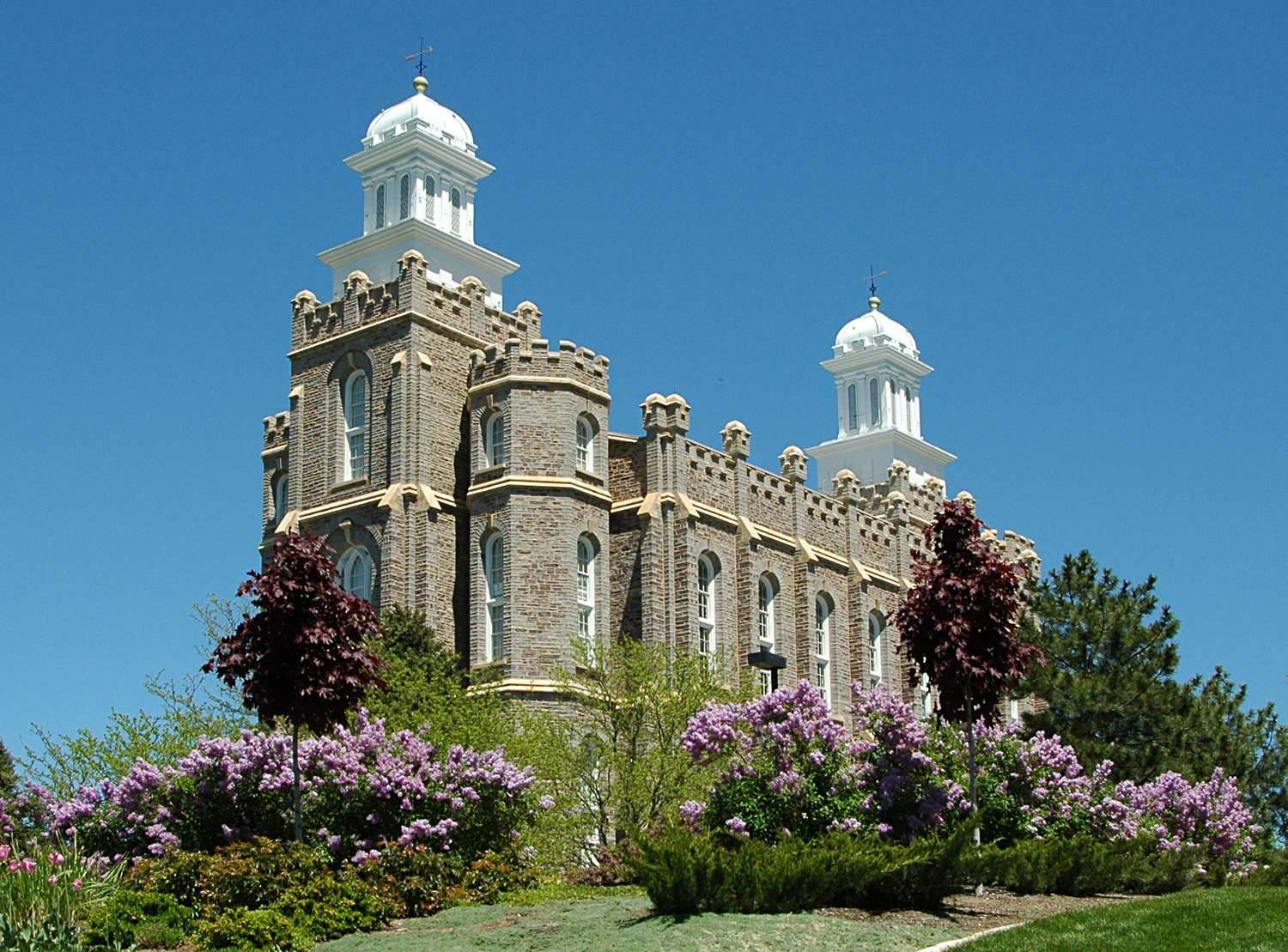
Le temple mormon de Logan.

Logan est une ville située dans comté de Cache, dont elle est le siège, dans l’Utah. Sa population s’élevait à 48 174 habitants lors du recensement de 2010. Elle est le siège de l’université de l'État de l'Utah.

## Presse
Le titre de presse local est le Herald Journal.

## Personnalités liées à la ville
- John Gilbert, acteur, est né à Logan le 10 juillet 1899.
- Merlin Olsen, ancien joueur de football américain, né le 15 septembre 1940 à Logan.
- Rocky Anderson, ancien maire de Salt Lake City de 2000 à 2008.
- Rulon Gardner, lutteur médaille d'or aux Jeux olympiques d'été de 2000 à Sydney
- Kip Thorne, physicien théoricien né à Logan le 1er juin 1940.

## Source
- (en) Cet article est partiellement ou en totalité issu de l’article de Wikipédia en anglais intitulé « Logan, Utah » (voir la liste des auteurs).